# PGC 12221
LEDA/PGC 12221 ist eine linsenförmige Galaxie vom Hubble-Typ S0 im Sternbild Perseus am Nordsternhimmel. Sie ist schätzungsweise 293 Millionen Lichtjahre von der Milchstraße entfernt und ist Mitglied des Perseus-Galaxienhaufens Abell 426.

Im selben Himmelsareal befinden sich u. a. die Galaxien NGC 1259, NGC 1264, NGC 1267, IC 310.